# Grève de la Canadenca

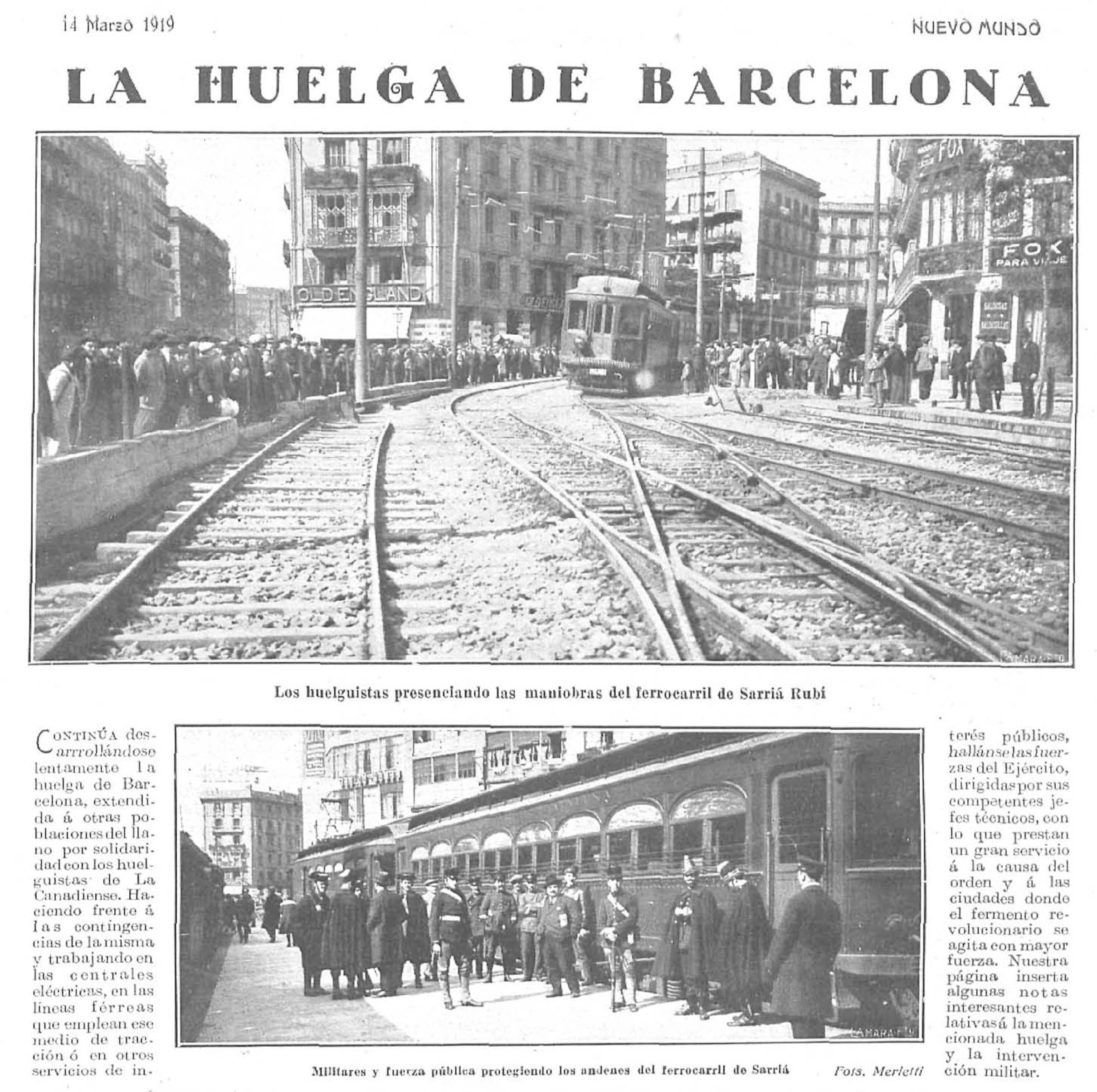
La huelga de Barcelone.

La grève de la Canadenca (Vaga de la Canadenca en catalan ; Huelga de la Canadiense en castillan) est un mouvement de grève qui commence en février 1919 à Barcelone puis se mue en une grève générale qui paralyse la ville et la majeure partie de l'industrie catalane.
Le mouvement débute le 5 février 1919 au sein de la Ebro irrigation and power company, une filiale de la Barcelona Traction, Light and Power, entreprise qui gère alors l'approvisionnement en électricité et l'éclairage en Catalogne et surnommée "la canadienne" (la canadenca en catalan ; la canadiense en castillan) car détenue majoritairement par la Canadian Bank of Commerce.
À l'issue de ce mouvement, le gouvernement espagnol se voit contraint de promulguer, le 3 avril 1919, un décret instaurant la journée de huit heures dans toute l'Espagne, une première en Europe occidentale.